# Любофф
«Любофф» — радянський художній фільм 1991 року, знятий режисером Юрієм Тороховим на Пермській студії дитячих та юнацьких фільмів.

## Сюжет
Мелодрама по повісті Л. Давидичева «Любовна драма у нас у бараку на проммайданчику під час війни».

## У ролях
- Валерій Серьогін — головна роль
- Олена Олонцева — головна роль
- Лідія Анікєєва — роль другого плану
- Олексій Верхоланцев — роль другого плану
- Валерій Сергєєв — Сергій Стригальов

## Знімальна група
- Режисер — Юрій Торохов
- Сценарист — Юрій Торохов
- Оператор — Сергій Проскуряков
- Композитор — Ігор Ануфрієв